# エモーショナル・レスキュー
『エモーショナル・レスキュー』 (Emotional Rescue) は、1980年に発売されたローリング・ストーンズのオリジナルアルバム。全英、全米共に1位を記録。

## 解説
前作『女たち』の成功を受け、前作で試みたディスコ・サウンドをさらに進化させ、レゲエやダブへもアプローチしたことから実験的作品と見なされる。レコーディングは、『女たち』リリースから間もない1978年8月より、ロサンゼルスのRCAスタジオから始まった。同年10月のキース・リチャーズの前年に起こしたトロントでのドラッグ事件の裁判をはさみ、1979年1月からバハマ、ナッソーのコンパス・ポイント・スタジオに移りセッションを再開。4月よりロン・ウッドのソロアルバム『ギミ・サム・ネック』のリリースと、ウッドとリチャーズによるバンド、ニュー・バーバリアンズのツアーをはさみ、6月から7月まで同地でセッションを続けた。7月下旬からパリのパテ・マルコーニ・スタジオに移動し、10月までに録音を完了した。その後、10月下旬からニューヨーク、エレクトリック・レディ・スタジオでオーバーダブとミキシングを行い、12月までには完成した。リリースは1980年初頭の予定であったが、歌手のクロディーヌ・ロンジェが起こした愛人殺害事件を歌った「クロディーヌ」（前作『女たち』からのアウトテイク）の収録に関してアトランティック・レコードともめ、リリースが半年遅れることとなった。以降「クロディーヌ」はストーンズファンの間では最も有名な未発表曲となり、2011年リリースの『女たち』デラックス・エディションで初めて公式発表された。
前作はリチャーズが終身刑に処されるかも知れないという緊張感の下で製作されていたが、本作ではその心配がなくなったこともあってか、共同プロデューサーのクリス・キムジーによれば、非常にのんびりした雰囲気の中で製作が行われたという。リチャーズは一連のセッションで42曲ものトラックを録音したと語っており、またリリース当時の宣伝にも「75曲のレコーディング・ナンバーから選びに選び抜かれた全10曲」と書かれていたことから、相当数の楽曲が録音されたものと見られるが、ミック・ジャガーは、本作の素材は「ほとんどが『女たち』の余りものだった」と明かしている。制作が順調に進められたのかといえばそうではなく、本セッション中にジャガーとリチャーズの音楽的嗜好に違いが露呈し始めており、ウッドは「2人は俺を真ん中に置き去りにしながらどんどん遠ざかって行った」と語っている。本作からのアウトテイクのうちの数曲は、次作『刺青の男』に収録された。
本作からはアルバムタイトルチューンである「エモーショナル・レスキュー」が先行シングルとしてリリースされ、全米3位、全英9位、カナダで1位となるヒットとなった。また「オール・アバウト・ユー」は本作以降しばしば見られるようになる、初のリチャーズの全面的なリード・ボーカルによるアルバムのクロージング・ナンバーであった。ピーター・コリストンによるアルバム・カバーは、赤外線カメラによって撮影されたメンバーのサーモグラフィー画像が使用されている。オリジナルLP盤には内袋がなく、代わりに同じ写真を用いたLPジャケット10枚分にもなる巨大ポスターで盤を包んでいた。
1994年に本作はヴァージン・レコードからリマスターの上再発売され、2009年にはユニバーサル ミュージック グループから更なるリマスターの上再々発売された。2011年には日本限定で最新リマスター版がSACDにてユニバーサルミュージックよりリリース。2014年には同一リマスター版がSHM／プラチナSHM-CDにてリリースされた（紙ジャケット仕様）。

## 評価
イギリスでは『山羊の頭のスープ』（1973年）以来となる1位に輝き（2週連続）、ゴールドディスクに認定されている。アメリカではグループ過去最高となる7週連続1位という記録を達成し、リリース年内にプラチナディスクを獲得したが、売り上げ枚数は前作を下回っている。2016年までの全世界での売り上げ枚数は570万枚。
商業的には成功したが、音楽評論家たちはアルバムのインパクトの弱さを指摘した。ローリング・ストーン誌は「『エモーショナル・レスキュー』の大部分は曖昧で非現実的である。真剣に捉えることが難しいレコードだ」と否定的な評価を下している。ジャガー自身も「みんなこのアルバムを誤解してるよ。これは冗談半分のレコードだからね。真剣に受け止めるべきじゃない」と語っている。
本作リリース後、アルバムに伴うツアーをジャガーが当時の恋人のジェリー・ホールとのバカンスを優先するためにキャンセルしたことにリチャーズが激怒する。これが1980年代を通して続けられたジャガーとリチャーズの対立の始まりとなる。また、本作収録曲のうち半数がコンサートで披露されたことがない。

## 収録曲
特筆無い限り、ジャガー/リチャーズ作詞作曲。

### SIDE 1
1. ダンス - Dance (Pt. 1) (Mick Jagger/Keith Richards/Ron Wood) 4:23
  - この曲の続編である「If I Was a Dancer (Dance Pt. 2)」が12インチシングルとして発表され、その後1981年リリースの編集盤『サッキング・イン・ザ・70s』に収録された。
2. サマー・ロマンス - Summer Romance 3:16
3. センド・イット・トゥ・ミー - Send It to Me 3:43
4. レット・ミー・ゴー - Let Me Go 3:50
5. 悲しきインディアン・ガール - Indian Girl 4:23

### SIDE 2
1. ボーイズ・ゴー - Where the Boys Go 3:29
2. 孤独の中に - Down in the Hole 3:58
3. エモーショナル・レスキュー - Emotional Rescue 5:39
4. 氷のように - She's So Cold 4:14　
  - アルバムからのシングル第2弾。全英33位[15]、全米26位[16]を記録。シングルでは歌詞の一部が削除されている。
5. オール・アバウト・ユー - All About You 4:18

## パーソネル
ローリング・ストーンズ
- ミック・ジャガー - リード&バッキングボーカル、ギター（#2、#4、#6、#8、#9）、エレクトリックピアノ（#8）、パーカッション（#1）
- キース・リチャーズ - ギター、バッキングボーカル、ピアノ（#5、#10）、リードボーカル&ベース（#10）
- ロン・ウッド - ギター、バッキングボーカル、サックス（＃1）、ベース（#1?、#2、#6、#8）ペダルスチールギター（#5）
- ビル・ワイマン - ベース（#1?、#3-5、#7、#9）、シンセサイザー（#5、#8）
- チャーリー・ワッツ - ドラムス

参加ミュージシャン
- イアン・スチュワート - ピアノ（#2、#6）、マリンバ?（#5）
- ボビー・キーズ - サックス（#1、#4、#8-10）
- マックス・ロメオ - バッキングボーカル（#1）
- マイケル・シュリーヴ - パーカッション（#1、#3、#4、#8、#9）
- ニッキー・ホプキンス - シンセサイザー（#3）、ピアノ（#5）
- ジャック・ニッチェ - ホーン・アレンジ、マリンバ?（#5）
- アリフ・マーディン - ホーン指揮（#5）
- シュガー・ブルー - ハーモニカ（#3、#7）
- （不明） - バッキングボーカル（#6）[注釈 2]

スタッフ
- グリマー・ツインズ - プロデューサー
- クリス・キムジー - 共同プロデューサー、レコーディングエンジニア
- スネイク・レイノルズ、シーン・フラン - レコーディングエンジニア
- テッド・ジェンセン - マスタリング

## ヒットチャート
| Chart (1980)             | Position |
| ------------------------ | -------- |
| オーストラリア           | 4        |
| オーストリア             | 2        |
| カナダ                   | 1        |
| オランダ                 | 1        |
| フランス                 | 1        |
| イタリア                 | 5        |
| 日本                     | 10       |
| ニュージーランド         | 2        |
| ノルウェー               | 4        |
| スペイン                 | 5        |
| スウェーデン             | 1        |
| イギリス                 | 1        |
| アメリカ (ビルボード200) | 1        |
| 西ドイツ                 | 2        |

| Chart (1980)   | Position |
| -------------- | -------- |
| オーストラリア | 19       |
| オーストリア   | 9        |
| カナダ         | 8        |
| オランダ       | 20       |
| フランス       | 27       |
| イタリア       | 22       |
| アメリカ       | 35       |

### ゴールドディスクなどの認定
| 国                      | 認定       |
| ----------------------- | ---------- |
| フランス (SNEP)         | ゴールド   |
| オランダ (NVPI)         | ゴールド   |
| ニュージーランド (RMNZ) | プラチナ   |
| イギリス (BPI)          | ゴールド   |
| アメリカ合衆国（RIAA)   | プラチナ×2 |